# Vicariato apostólico de Ingwavuma
El vicariato apostólico de Ingwavuma (en latín: Vicariatus Apostolicus Ingvavumen(sis) y en inglés: Apostolic Vicariate of Ingwavuma) es una circunscripción eclesiástica latina de la Iglesia católica en Sudáfrica, inmediatamente sujeta a la Santa Sede. El vicariato apostólico es sede vacante desde el 9 de junio de 2021. 

## Territorio y organización
El vicariato apostólico tiene 12 369 km² y extiende su jurisdicción sobre los fieles católicos de rito latino residentes en la municipalidad distrital de Umkhanyakude, en el extremo nororiental de la provincia de KwaZulu-Natal.
La sede del vicariato apostólico se encuentra en Ingwavuma, en donde se halla la Catedral del Buen Pastor y de Nuestra Señora de los Dolores.
En 2020 en el vicariato apostólico existían 11 parroquias.

## Historia
La prefectura apostólica de Ingwavuma fue erigida el 12 de noviembre de 1962 con la bula Quoniam praecipuas del papa Juan XXIII, obteniendo el territorio de las diócesis de Eshowe y Manzini.
El 19 de noviembre de 1990 la prefectura apostólica fue elevada a vicariato apostólico con la bula Alacri profecto del papa Juan Pablo II.

## Estadísticas
De acuerdo al Anuario Pontificio 2021 el vicariato apostólico tenía a fines de 2020 un total de 32 920 fieles bautizados.
| Año                                                                             | Población            | Población | Población      | Sacerdotes | Sacerdotes    | Sacerdotes    | Bautizados por sacerdote | Diáconos permanentes | Religiosos | Religiosos | Parroquias |
| Año                                                                             | Bautizados católicos | Total     | % de católicos | Total      | Clero secular | Clero regular | Bautizados por sacerdote | Diáconos permanentes | Varones    | Mujeres    | Parroquias |
| ------------------------------------------------------------------------------- | -------------------- | --------- | -------------- | ---------- | ------------- | ------------- | ------------------------ | -------------------- | ---------- | ---------- | ---------- |
| 1970                                                                            | 7781                 | 166 082   | 4.7            | 16         |               | 16            | 486                      |                      | 22         | 19         |            |
| 1980                                                                            | 10 962               | 232 376   | 4.7            | 11         |               | 11            | 996                      |                      | 15         | 16         | 6          |
| 1990                                                                            | 15 920               | 344 273   | 4.6            | 12         |               | 12            | 1326                     |                      | 17         | 5          | 5          |
| 1999                                                                            | 20 744               | 526 315   | 3.9            | 12         | 1             | 11            | 1728                     |                      | 13         | 4          | 5          |
| 2000                                                                            | 21 277               | 538 267   | 4.0            | 12         | 1             | 11            | 1773                     |                      | 12         | 4          | 5          |
| 2001                                                                            | 21 646               | 539 545   | 4.0            | 12         | 1             | 11            | 1803                     |                      | 12         | 7          | 5          |
| 2002                                                                            | 21 992               | 594 179   | 3.7            | 12         | 1             | 11            | 1832                     |                      | 12         | 8          | 5          |
| 2003                                                                            | 22 370               | 592 495   | 3.8            | 12         | 1             | 11            | 1864                     |                      | 12         | 8          | 5          |
| 2004                                                                            | 23 054               | 609 180   | 3.8            | 12         | 3             | 9             | 1921                     | 2                    | 11         | 7          | 5          |
| 2010                                                                            | 25 801               | 664 552   | 3.9            | 12         | 6             | 6             | 2150                     |                      | 14         | 6          | 5          |
| 2014                                                                            | 26 233               | 748 685   | 3.5            | 13         | 7             | 6             | 2017                     |                      | 12         | 5          | 6          |
| 2017                                                                            | 30 793               | 772 440   | 4.0            | 13         | 6             | 7             | 2368                     |                      | 12         | 8          | 8          |
| 2020                                                                            | 32 920               | 760 950   | 4.3            | 17         | 9             | 8             | 1936                     |                      | 12         | 7          | 11         |
| Fuente: Catholic-Hierarchy, que a su vez toma los datos del Anuario Pontificio. |                      |           |                |            |               |               |                          |                      |            |            |            |

## Episcopologio
- Edwin Roy Kinch, O.S.M. † (13 de noviembre de 1962-9 de mayo de 1970 renunció)
  - Sede vacante (1970-1976)[4]
- Michael Mary O'Shea, O.S.M. † (9 de enero de 1976-30 de mayo de 2006 falleció)
  - Sede vacante (2006-2008)
- José Luís Gerardo Ponce de León, I.M.C. (24 de noviembre de 2008-29 de noviembre de 2013 nombrado obispo de Manzini)[5]
  - Sede vacante (2013-2016)
- Mandla Siegfried Jwara, C.M.M. (30 de abril de 2016-9 de junio de 2021 nombrado arzobispo de Durban)
  - Mandla Siegfried Jwara, C.M.M., desde el 8 de agosto de 2021 (administrador apostólico)